# Anarquismo en Australia
El anarquismo en Australia tuvo sus comienzos algunos años después del surgimiento de la ideología anarquista, es decir, después de los acontecimientos de la Comuna de París, en 1871. Aunque compuesto por un grupo minoritario de militantes e intelectuales, el anarquismo australiano conformó una corriente de pensamiento significativa a través de la historia y de la literatura de la colonia y la nación. La influencia anarquista se ha distinguido en el ámbito laboral y cultural, aunque su influencia ha menguado desde su punto más alto en los comienzos del siglo XX, cuando las ideas y las prácticas libertarias afectaron al movimiento obrero organizado. Ya a mediados de siglo XX la actividad anarquista estaba circunscrita a los movimientos de contracultura urbana. A fines del siglo pasado y comienzos del siglo XXI, el anarquismo ha integrado los movimientos de protesta y los reclamos de justicia social.

## Historia
El anarquismo australiano ha estado constituido tanto por elementos extranjeros emigrados, como vernáculos.

### Comienzos

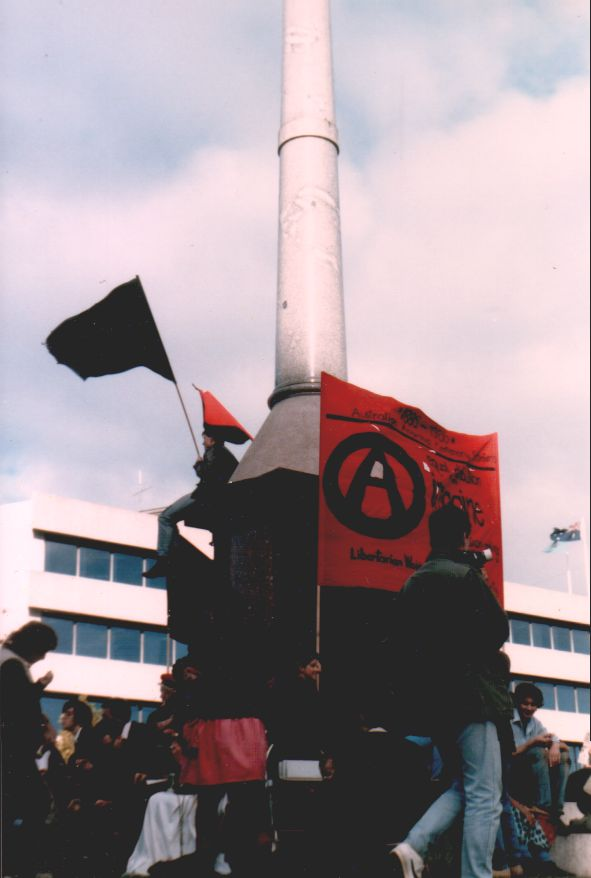
Anarquistas celebrando los 100 años de organización en le Monumento “Eight hour day” el 1 de mayo de 1986

El Melbourne Anarchist Club fue fundado oficialmente el 1 de mayo de 1886 por David Andrade y otros militantes que se habían escindido de la Australasian Secular Association de Joseph Symes, siendo el periódico Honesty el órgano oficial del club. A partir de allí, el anarquismo se consolidó como una tendencia minoritaria, aunque significativa dentro de la izquierda australiana. La tendencia libertaria estaba integrada por un abanico de corrientes de pensamiento anarquistas, que abarcaban desde el individualismo de Benjamin Tucker hasta el anarcocomunismo de JA Andrews. Todos se denominaban a sí mismos como “socialistas”, a pesar de las diferencias. Dentro del movimiento se encontraban figuras de la literatura como Henry Lawson y Mary Gilmore y del movimiento obrero, tal era el caso del socialista utópico William Lane. El acontecimiento más dramático vinculado al anarquismo fue el atentado con explosivos contra la nave SS Aramac el 27 de julio de 1893, debido a que sus tripulantes no estaban sindicalizados; el hecho fue atribuido a anarquistas australianos y al líder sindical Larrie Petrie. Este incidente en la atmósfera enrarecida que siguió a la derrota del gran conflicto de los marítimos de 1890 y la huelga de los esquiladores de 1891, derivó en el surgimiento del grupo con asiento en Sídney "Active Service Brigade". Petrie fue arrestado por asesinato en atentado, pero los cargos fueron desestimados luego de algunos meses. Posteriormente se unió al experimento utópico de Lane en Paraguay denominado "New Australia".
Uno de los más grandes desafíos a los principios de los anarquistas australianos fue el violento racismo anti-chino de la época, un racismo del cual el propio William Lane era un claro exponente. En un sentido político, los anarquistas se opusieron a la agitación antichina. "Los chinos, al igual que nosotros, son las víctimas del monopolio y la explotación" editorializó el periódico Honesty. Los anarquistas a veces fueron más ambivalentes que lo que la declaración precedente sugiere; el racismo antichino estaba profundamente arraigado en el movimiento obrero, del cual los militantes libertarios formaban parte.

### Guerra Mundial
Durante el transcurso de la Primera Guerra Mundial, hubo una fuerte oposición antibélica, de la cual los anarquistas tomaron parte activa. Monty Miller, que pertenecía al Melbourne Anarchist Club, se convirtió en un muy conocido militante de la Industrial Workers of the World (IWW) y fue arrestado y encarcelado en 1916 por esa cuestión. Se inició una campaña por su liberación, en la cual tomó parte activa su amigo y figura literaria Willem Siebenhaar.
Luego de finalizada la guerra el anarquismo australiano comenzó a declinar. La tradición libertaria continuó activa debido al accionar del destacado propagandista y orador Chummy Fleming, fallecido en Melbourne en 1950, y por los anarquistas italianos activos en el Matteotti Club de Melbourne. William Andrade (1863-1939), que era un anarquista hermano de David Andrade, se convirtió en un exitoso librero de Sídney y Melbourne, y aunque se retiró de la política activa en los años 20, continuó en el medio libertario brindando su local para el encuentro de grupos radicalizados entre 1920 y 1930. También en la década de 1930 se encontraban en Australiarefugiados de la guerra civil española. La publicación literaria Angry Penguins abrevó en las teorías anarquistas de Herbert Read y otros. El poeta anarquista Harry Hooton comenzó a publicar por aquellos años.

### Años de posguerra
Luego de finalizada la Segunda Guerra Mundial los Libertarios de Sidney desarrollaron un estilo de anarquismo “pesismista” o de “protesta permanente”, profundamente escépticos acerca de la revolución y de cualquier gran proyecto de mejoramiento de las condiciones de vida, aunque tenían acercamientos al sindicalismo revolucionario de la IWW. Asociados a este grupo estaban Harry Hooton y la escritora Germaine Greer, que en 1972 se autoproclamaba anarcocomunista y en 1999 aún se identificaba como “básicamente anarquista.” Los Sídney Libertarians (Libertarios de Sídney) eran una tendencia política que se desarrolló en el ambiente de izquierda libertaria de la tendencia conocida como el "Sídney Push".
Los Sídney Libertarians, junto a los últimos militantes de la IWW, los italianos y españoles inmigrantes, nutrieron el revival libertario de la década de 1960 que experimentó Australia, al igual que el resto de Occidente desarrollado. Otra influencia de posguerra que nutrió al anarquismo australiano fue la llegada de anarquistas refugiados de Bulgaria.
Los últimos años de la guerra de Vietnam, en la cual se vio envuelta Australia, fueron un período de gran actividad para los anarquistas. El activista objetor de conciencia contra el servicio militar Michael Matteson se convirtió en algo así como un héroe popular. La Anarchist Bookshop (Librería Anarquista) de Adelaide comenzó a editar mensualmente el periódico Black Growth.
Al mismo tiempo, se generaron intensos debates acerca de la teoría anarquista. La pluralista Federation of Australian Anarchists (FAA) se formó en una conferencia realizada en Sídney en 1975. Durante el segundo encuentro en Melbourne en 1976 hubo una escisión que llevó al surgimiento de la Libertarian Socialist Federation (LSF), que a su vez derivó en la creación de la librería Jura Books en 1977. Tanto la FAA como la LSF tuvieron una breve existencia y desaparecieron, sin embargo, Jura Books continua su actividad y ha sido un pilar en la consolidación del movimiento libertario moderno.
A fines de la década de 1970 se pudo ver el surgimiento de una tendencia de anarquismo cristiano en Brisbane, liderada por Ciaron O'Reilly. En Melbourne en 1977 se conformó la Libertarian Workers for a Self-Managed Society (LW), un grupo que tuvo una fuerte actividad propagandística, que se destacó en las celebraciones del Australian Anarchist Centenary Celebrations  (Celebraciones del Centenario Anarquista en Australia) de 1986. Además de las repercusiones positivas para el movimiento que tuvieron las movilizaciones del centenario, otras consecuencias positivas fueron la fundación del Anarchist Media Institute, cuyo miembro más prominente es Joseph Toscano, y la fundación de la sección australiana de la AIT, denominada Anarcho-Syndicalist Federation (ASF). La mayor acción de la ASF fue la agitación en el conflicto de los trabajadores del transporte público de Melbourne, que culminó con una influencia significativa en el conflicto de los tranvías de Melbourne de 1990. Esta sección de la AIT se disolvió en 1992, pero la AIT incluye a un grupo llamado Anarcho-Syndicalist Federation como “grupo amigo”. El colectivo Mutiny y el Melbourne Anarchist Communist Group son ejemplos de grupos activos en la actualidad. También existen algunos grupos de tendencia punk.